# Strychnos tseasnum
Strychnos tseasnum är en tvåhjärtbladig växtart som beskrevs av B.A. Krukoff och R.C. Barneby. Strychnos tseasnum ingår i släktet Strychnos och familjen Loganiaceae. Inga underarter finns listade i Catalogue of Life.